# مانوئل سانچز
مانوئل سانچز (اسپانیایی: Manuel Sanchís Hontiyuelo‎ زاده ۲۵ مه ۱۹۶۵)، بازیکن بازنشسته اهل اسپانیا است وی تمام دوران فوتبالش را در تیم رئال مادرید سپری کرد و عضوی از تیم کهکشانی‌ها بود.

## افتخارات

### رئال مادرید کاستیا
- سگوندا دیویسیون : ۱۹۸۳-۱۹۸۴

### رئال مادرید
- لالیگا : ۱۹۸۵-۱۹۸۶ ، ۱۹۸۶-۱۹۸۷ ، ۱۹۸۷-۱۹۸۸ ، ۱۹۸۸-۱۹۸۹ ، ۱۹۸۹-۱۹۹۰ ، ۱۹۹۴-۱۹۹۵ ، ۱۹۹۶-۱۹۹۷ ، ۲۰۰۰-۲۰۰۱
- کوپا دل ری : ۱۹۸۸-۱۹۸۹ ، ۱۹۹۲-۱۹۹۳
- لیگ قهرمانان اروپا : ۱۹۹۷-۱۹۹۸ ، ۱۹۹۹-۲۰۰۰
- کوپا دلا لالیگا : ۱۹۸۸-۱۹۸۹ ، ۱۹۹۲-۱۹۹۳
- سوپرجام اسپانیا : ۱۹۸۸ ، ۱۹۸۹ ، ۱۹۹۰ ، ۱۹۹۳ ، ۱۹۹۷
- لیگ اروپا : ۱۹۸۴-۱۹۸۵ ، ۱۹۸۵-۱۹۸۶
- جام باشگاه های جهان : ۱۹۹۸